# Thế Thuyết Tân Ngữ

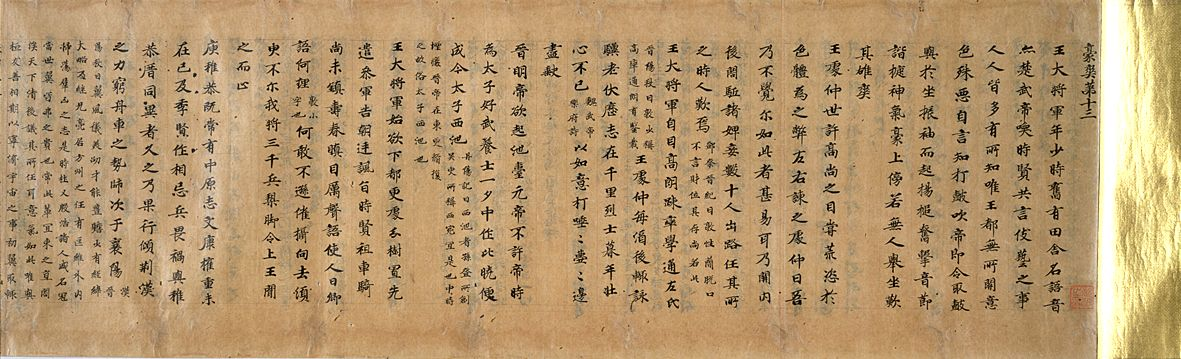
Một phần của bản sao cổ nhất còn tồn tại của Thế Thuyết Tân Ngữ, thế kỷ thứ 7-8, hiện nằm ở Bảo tàng Quốc Gia Tokyo.

Thế Thuyết Tân Ngữ  (tiếng Trung: 世說新語), được tổng hợp và hiệu đính bởi Lưu Nghĩa Khánh (劉義慶; 403 – 444) dưới triều đại Lưu Tống (420–479) của Nam Bắc triều (420–589). Nó là một bản tổng hợp lịch sử của nhiều học giả, nhạc sĩ và nghệ sĩ Trung Quốc trong thế kỷ thứ 2 đến thế kỷ thứ 4.

## Nội dung
Cuốn sách chứa khoảng 1.130 giai thoại lịch sử và phác họa nhân vật của khoảng 600 văn nhân, nhạc sĩ và họa sĩ sống vào thời Hán và Ngụy–Tấn (thế kỷ thứ 2 đến thế kỷ thứ 4). Chẳng hạn, chương 19 có 32 câu chuyện về những người phụ nữ kiệt xuất. Do đó, nó vừa là một nguồn tư liệu tiểu sử, vừa là một bản ghi chép những ngôn ngữ thông tục của thời ấy. Văn bản gốc của cuốn sách được chia thành tám Quyển (卷 "cuộn"), mặc dù các ấn bản hiện tại thường bao gồm mười tập.

## Tính chính xác lịch sử
Mặc dù hầu hết các giai thoại và nhân vật đều được chứng thực trong các nguồn tư liệu khác, nhưng các nhà thư tịch truyền thống Trung Quốc đã không phân loại Thế Thuyết Tân Ngữ là một sử thi mà là một tiểu thuyết (小說), một thuật ngữ sau này được dùng để chỉ văn giả tưởng. Một số cho rằng điều này là do việc sử dụng ngôn ngữ thông tục cũng như cách nó không tuân theo các quy ước lịch sử của Nhị thập tứ sử. Sự pha trộn giữa phong cách văn học và ngôn ngữ bản địa đã tạo tiền đề cho truyền thống văn học quần chúng của Trung Quốc sau này. Tiểu thuyết gia Trung Quốc thế kỷ 20 Lỗ Tấn cũng đánh giá cao giá trị thẩm mỹ của cuốn sách.

## Dịch thuật
Thế Thuyết Tân Ngữ đã được dịch toàn văn sang tiếng Anh, với lời bình của Lưu Hiếu Tiêu (劉孝標) thời nhà Lương (502–557) trong Shih-shuo Hsin-yü: A New Account of Tales of the World của Richard B. Mather.

## Các ngoại bản
Bản thảo:
- Những mẩu văn bản chép tay từ thời nhà Đường (618–907) (唐寫本殘卷)

Các bản in mộc bản:
- Phiên bản của Đổng Phân, 1138 (năm Thiệu Hưng thứ 8 triều đại Nam Tống); nguyên bản được giữ tại Nhật Bản (南宋紹興八年董弅刊本，原本存於日本)
- Phiên bản của Lục Du, 1188 (năm Thuần Hy thứ 15 của triều đại Nam Tống; 南宋淳熙十五年陸游刻本)
- Phiên bản từ Hồ Nam, 1189 (năm Thuần Hy thứ 16) (淳熙十六年湘中刻本)[5]

## Danh mục
1. Đức hạnh đệ nhất 德行第一
2. Ngôn ngữ đệ nhị 言語第二
3. Chính sự đệ tam 政事第三
4. Văn học đệ tứ 文學第四
5. Phương chính đệ ngũ 方正第五
6. Nhã lượng đệ lục 雅量第六
7. Thức giám đệ thất 識鑑第七
8. Thưởng dự đệ bát 賞譽第八
9. Phẩm tảo đệ cửu 品藻第九
10. Quy châm đệ thập 規箴第十
11. Tiệp ngộ đệ thập nhất 捷悟第十一
12. Túc huệ đệ thập nhị 夙惠第十二
13. Hào sảng đệ thập tam 豪爽第十三
14. Dung chỉ đệ thập tứ 容止第十四
15. Tự tân đệ thập ngũ 自新第十五
16. Xí tiện đệ thập lục 企羨第十六
17. Thương thệ đệ thập thất 傷逝第十七
18. Thê dật đệ thập bát 栖逸第十八
19. Hiền viện đệ thập cửu 賢媛第十九
20. Thuật giải đệ nhị thập 術解第二十
21. Xảo nghệ đệ nhị thập nhất 巧藝第二十一
22. Sủng lễ đệ nhị thập nhị  寵禮第二十二
23. Nhậm đản đệ nhị thập tam 任誕第二十三
24. Giản ngạo đệ nhị thập tứ 簡傲第二十四
25. Bài điệu đệ nhị thập ngũ 排調第二十五
26. Khinh để đệ nhị thập lục 輕詆第二十六
27. Giả quyệt đệ nhị thập thất 假譎第二十七
28. Truất miễn đệ nhị thập bát 黜免第二十八
29. Kiệm sắc đệ nhị thập cửu 儉嗇第二十九
30. Thải xỉ đệ tam thập 汰侈第三十
31. Phẫn quyến đệ tam thập nhất 忿狷第三十一
32. Sàm hiểm đệ tam thập nhị  讒險第三十二
33. Vưu hối đệ tam thập tam 尤悔第三十三
34. Bì lậu đệ tam thập tứ 紕漏第三十四
35. Hoặc nịch đệ tam thập ngũ 惑溺第三十五
36. Cừu khích đệ tam thập lục 仇隙第三十六